# まんカス
『まんカス』は、漫☆画太郎の短編漫画集。1998年10月に太田出版より発行。

## 概要
主に1995年から1997年にかけて「Quick Japan」に掲載された作品を収録。初出ではそれぞれの作品は新連載第一話とされていたが、次号では何事もなかったかのように別の新連載の第一話が掲載され、さらに次号では何事もなかったかのように…の繰り返しであった（「ビーチク物語」など一部例外あり）。
巻末には草森紳一の跋文が掲載。

## 収録作品
左翼ボクサーのぼる
WBC世界バンタム級タイトルマッチの開始前、国歌斉唱に異議を唱えた朝日のぼるは戦わずして反則負けとなってしまった。納得のいかない朝日のぼるは猛抗議するのだが…。
エロ本物語
「地獄甲子園」収録の『3年B組珍八先生』を下敷きにした作品。大半のページが『3年B組珍八先生』からの流用で占められている。
まいうー物語
とある言葉が原因で娘と喧嘩してしまった父親は、屋台で愚痴をこぼしていた。話を聞いた屋台のマスターに実際に聞いてみないと解からないから、と頼まれた父親がその言葉を口にすると…。
けつだいらまん物語
コンサートが終わった人気アイドルのけつだいらまんは大急ぎで便所に駆け込み用を足していた。出し終わってアンコールに戻ろうとするも、たくしあげた着物を結んだ紐が硬くて解けず…。
ビーチク物語
自転車から落ちたショックで乳首が伸びたあねさんに延々となんこうを塗り付ける話。全3話。
パルテノンへの道
大事な和平会談に遅れてしまいそうなセバスチャンは大急ぎで目的地まで走るのだが、その途中で見送りに来た村長が倒れてしまい…。
なんこうババア
自転車事故で倒れて動けない老婆に延々となんこうを塗り付ける話。
タンスおやじ
重そうなタンスを背負って歩く女性に、運ぶの手伝ってやろうかと声をかける怪しげな中年男。女性が断ると、男の態度が豹変。結局断りきれず男を自宅まで上げてしまったのだが…。栃木県宇都宮市で実際にあった話だと説明されている。
バギナババア
高校生にもなってエロ本も買えない意気地のない少年の前に全裸の老婆が現れ…。
老若男女物語
高齢化と少子化問題を一挙に解決するために、老人は再び義務教育を受ける「老若男女共学制」がスタートした。とある中学校に編入された老人は、右半身麻痺と、言語障害がある介護が必要な老婆であったが…。
渡る世間はオマンコばかり
SEXに明け暮れる中年夫婦。ひっきりなしに続く嬌声に、たまりかねた姑が乱入してくるが…。
ギタイ
ある日、人間に似た形の魚や大根が採れた。初めは少し気になる程度であったが、日を追うごとにどんどん食べ物たちが人間そっくりになっていき…。瀬戸内海で実際にあった話だと説明されている。
つっぱり桃太郎最終話
「つっぱり桃太郎」の最終エピソード。

## 書籍情報
- ISBN：ISBN 978-4778320256